# 2015 TH367
2015 TH367 je transneptunické těleso (TNO), nacházející se v oblasti rozptýleného disku za oběžnou dráhou Neptuna. Objekt má odhadovaný průměr přibližně 220 kilometrů a jeho aktuální vzdálenost od Slunce činí zhruba 90 AU (13,5 miliardy kilometrů). Při svém objevu v roce 2015 šlo o jeden z nejvzdálenějších pozorovaných objektů sluneční soustavy.

## Objev
2015 TH367 byl poprvé pozorován 13. října 2015 pomocí dalekohledu Subaru na observatoři Mauna Kea na Havaji. Objevitelem byl tým vedený Scottem S. Sheppardem, Chadem Trujillem a Davidem J. Tholenem. Tento teleskop s průměrem primárního zrcadla 8,2 metru umožnil zachytit velmi slabý objekt s absolutní magnitudou 6,6. 

## Parametry oběžné dráhy
Oběžná dráha tělesa 2015 TH367 je vysoce eliptická, s výstředností e ≈ 0,63, a velkou poloosou 78 AU. Jeho perihélium (nejbližší bod ke Slunci) se nachází přibližně 29,3 AU, zatímco afélium dosahuje 128 AU. Jeden oběh kolem Slunce trvá přibližně 695 let.
Orbitální parametry jsou však velmi nejisté, protože těleso bylo pozorováno pouze 10krát během dvou let. JPL Horizons odhaduje, že perihelion nastal přibližně v roce 1888, zatímco afélium bude dosaženo kolem roku 2238.

## Charakteristiky
Těleso má průměr přibližně 220 km, což odpovídá velikosti menších transneptunických objektů. Jeho odhadované albedo činí 0,08, což je typické pro ledová tělesa v oblasti rozptýleného disku.

## Dynamický význam
2015 TH367 patří do skupiny transneptunických těles s velmi vzdálenými oběžnými drahami. Studie parametrů oběžných drah podobných objektů naznačují, že by na jejich dynamiku mohla mít vliv teoretická Devátá planeta, masivní těleso předpokládané za drahou Neptuna. Analýza dynamiky těchto objektů je klíčová pro pochopení struktury a vývoje vnějších oblastí sluneční soustavy.

## Význam
Studium tělesa 2015 TH367 přispívá k našemu poznání transneptunických objektů a jejich role v evoluci sluneční soustavy. Výjimečně velká vzdálenost objektu činí z jeho pozorování důležitý příspěvek k výzkumu dynamiky rozptýleného disku a potenciálního vlivu neznámých masivních těles, jako je Devátá planeta.